# Aleksinac
Aleksinac (in serbo Алексинац?) è una città e una municipalità del distretto di Nišava nel sud-est della Serbia Centrale.

## Città della municipalità
- Aleksinački Rudnik - 1 467 abitanti (censimento del 2002)